# Atletismo nos Jogos Olímpicos de Verão de 1900 - Salto em altura sem impulsão masculino
A competição do salto em altura sem impulsão masculino fez parte do programa do atletismo nos Jogos Olímpicos de Verão de 1900. Aconteceu no dia 16 de julho. Três atletas, todos dos Estados Unidos, competiram.

## Medalhistas
| Ouro   | USA Ray Ewry      |
| Prata  | USA Irving Baxter |
| Bronze | USA Lewis Sheldon |

## Resultado
| Pos. | Atleta            | Distância |
| ---- | ----------------- | --------- |
|      | USA Ray Ewry      | 1,665 m   |
|      | USA Irving Baxter | 1,525 m   |
|      | USA Lewis Sheldon | 1,500 m   |